# Gabriele Wolff
Gabriele Wolff (bürgerlich Gabriele Gordon, geb. Wolff; * 29. November 1955 in Düsseldorf) ist eine deutsche Schriftstellerin und Juristin.

## Leben
Gabriele Wolff wuchs in Düsseldorf auf. Nach dem Abitur im April 1974 studierte sie Rechtswissenschaften. Von 1985 bis 1992 arbeitete sie als Staatsanwältin in Duisburg. Neben anderen beruflichen Stationen war sie von 1994 bis 2009 als Oberstaatsanwältin in Neuruppin tätig. Seit April 2009 ist sie nicht mehr im Justizdienst. 
Wolff ist seit 1989 verheiratet.

## Wirken
Gabriele Wolff ist Verfasserin von Kriminalromanen, -erzählungen und Hörspielen. Weiterhin hat sie über Karl May veröffentlicht und beschäftigte sich mit den Werken von Arno Schmidt und Hans Wollschläger. Sie unterhält einen Blog, in dem sie Fehlentscheidungen der Justiz sachkundig analysiert. Mit ihm erlangte sie Aufmerksamkeit im Fall Mollath.
Im März 2018 meldete die Wochenzeitung Die Zeit, dass Gabriele Gordon als Erbin von Hans Wollschläger eine Bearbeitung von dessen Ulysses-Übersetzung im Suhrkamp Verlag gerichtlich verhindert habe. An dem Text hatte eine Gruppe von Übersetzern und Literaturwissenschaftlern über zehn Jahre lang gearbeitet. Der Verlag habe es versäumt, bei ihr die Erlaubnis für die neue Ausgabe einzuholen. Man einigte sich am Ende darauf, dass von dem bereits hergestellten Werk 200 Exemplare für wissenschaftliche Zwecke abgegeben werden durften. Darüber hinaus darf es aber nicht in den Handel gebracht werden. Nach zwei Jahren Pause wurde auch der Blog über dieses Thema fortgesetzt.

## Auszeichnungen
2004 wurde sie mit dem Friedrich-Glauser-Preis von Syndikat, einem Verein zur Förderung deutschsprachiger Kriminalliteratur, für ihren Kriminalroman Das dritte Zimmer ausgezeichnet.

## Schriften
- Kölscher Kaviar. Krimi. Galgenberg, Hamburg 1990, ISBN 3-925387-65-X; Fischer-Taschenbuch-Verlag, Frankfurt 1993, ISBN 3-596-11393-8; Verlag Ruppiner Lesezeichen, Neuruppin 2011, ISBN 978-3-942559-01-0
- Himmel und Erde. Krimi. Galgenberg, Hamburg 1991, ISBN 3-87058-109-3; Fischer-Taschenbuch-Verlag, Frankfurt 1993, ISBN 3-596-11394-6
- Lover. Galgenberg, Hamburg 1991, ISBN 3-87058-127-1; Neuausgabe: Liebhaber und andere Opfer. Bitterböse Kriminalgeschichten. Fischer-Taschenbuch-Verlag, Frankfurt 1995, ISBN 3-596-12070-5
- Armer Ritter. Kriminalroman. Fischer-Taschenbuch-Verlag, Frankfurt 1993, ISBN 3-596-12069-1
- Rote Grütze. Kriminalroman. Fischer-Taschenbuch-Verlag, Frankfurt 1994, ISBN 3-596-12530-8
- (Hrsg.): Still und starr ruht der See. Kleine Frauenkrimis zum Fest. Fischer-Taschenbuch-Verlag, Frankfurt 1994, ISBN 3-596-12071-3
- Von toten Ratten & zahmen Tauben. Kriminalgeschichten. Fischer-Taschenbuch-Verlag, Frankfurt 1996, ISBN 3-596-13413-7
- Tote Oma. Kriminalroman. Fischer-Taschenbuch-Verlag, Frankfurt 1997, ISBN 3-596-13771-3
- mit Jürgen Alberts, Jürgen Ebertowski, Jan Eik, Wolfgang Kienast, Dorothea Kleine, -ky, Gerhard Naumann & Tom Wittgen: Die allerletzte Fahrt des Admirals. Neun Autoren überführen eine Leiche. Roman. Ullstein, Berlin 1999, ISBN 3-548-24379-7
- Kleine Morde in Köln. Drei Romane. Fischer-Taschenbuch-Verlag, Frankfurt 2000, ISBN 3-596-14839-1 (enthält Kölscher Kaviar, Himmel und Erde und Armer Ritter)
- Der falsche Mann. Roman. Fischer-Taschenbuch-Verlag, Frankfurt 2000, ISBN 3-596-14669-0
- Ermittlungen in Sachen Frau Pollmer. In: Claus Roxin, Helmut Schmiedt, Reinhold Wolff und Hans Wollschläger (Hrsg.): Jahrbuch der Karl-May-Gesellschaft 2001. Hansa-Verlag, Husum 2001. ISBN 3-920421-82-5. S. 11–351.
- Das dritte Zimmer. Roman. Haymon, Innsbruck 2003, ISBN 3-85218-425-8; Diana-Verlag, München 2005, ISBN 3-453-35049-9
- Das hässliche kleine Entlein der Literatur? Warum der Krimi die Idealform des Gesellschaftsromans ist. In: literaturkritik.de. Nr. 9, September 2005
- Ein dunkles Gefühl. Kriminalroman. Haymon, Innsbruck/Wien 2006, ISBN 3-85218-498-3; Diana-Verlag, München 2008, ISBN 978-3-453-35195-0
- Im Dickicht. Krimi. Edition Nautilus, Hamburg 2007, ISBN 978-3-89401-543-5
- Flashback. Tödliche Geschichten aus der Wirklichkeit. Verlag Ruppiner Lesezeichen, Neuruppin 2010, ISBN 978-3-942559-00-3